# Cyclolab Kft.
A CycloLab Kft.-t (teljes nevén: CycloLab Ciklodextrin Kutató-Fejlesztő Kft.) 1991-ben alapították Szejtli József vezetésével, a ciklodextrinek ipari alkalmazási lehetőségeinek kutatása, új technológiák, termékek, analitikai módszerek kidolgozása érdekében.

## Az előzmények
A Chinoin Gyógyszer- és Vegyészeti Termékek Gyára Szejtli József irányításával 1972-ben kutatólaboratóriumot létesített a poliszacharidok gyógyszeripari alkalmazási lehetőségeinek kutatására. Induláskor a programba felvett témák egyike a ciklodextrin kutatása volt, amelyről hamarosan kiderült, hogy rendkívül ígéretes, így ez a laboratórium 1975-től kezdve már csak ciklodextrinnel foglalkozott. Abban az időben a ciklodextrinekről azt lehetett tudni, hogy bár nagyon sok lehetőséget rejtő zárványkomplex-képző molekulák, ugyanakkor toxikus és megfizethetetlenül drága anyagok. A laboratórium a fermentációs üzemcsoporttal együttműködve rövid időn belül iparilag is helytálló technológiát dolgozott ki, így további kutatásokhoz a ciklodextrin már nagy mennyiségben és megfelelő tisztaságban állt rendelkezésre. Az elvégzett toxikológiai vizsgálatok bizonyították, hogy a korábban közölt toxicitás téves kísérletek eredménye volt. Ez a laboratórium több, mint 60 találmányi bejelentést nyújtott be a ciklodextrinek, valamint különböző származékaik előállítására, azok hasznosítására a gyógyszerformulázásban, az élelmiszeriparban, a fotokémiai iparban, a növényvédőszer-iparban stb. A kutatásokhoz felhasznált ciklodextrinek gyártása a Szeszipari Vállalatok Trösztje győri üzemében történt. A laboratórium 1981-ben Nemzetközi Ciklodextrin Szimpóziumot rendezett, amely utólag megkapta az első Nemzetközi Szimpózium megjelölést, és 1984-től kezdve kétévenként kerülnek megrendezésére az ilyen szimpóziumok.
1989-ben a kutatási költségek csökkentése érdekében a laboratóriumot pénzügyileg független, de a Chinoin tulajdonában lévő leányvállalattá alakították (CycloLab Ciklodextrin Kutató-fejlesztő Leányvállalat. Ettől kezdve a Szejtli József vezette laboratórium külföldi cégek megbízásai alapján végezte munkáját. Amikor a Chinoin privatizálása eredményeként a Sanofi átvette a Chinoin irányítását, felszámolták a teljes biotechnológiai tevékenységet, így Magyarországon megszűnt a ciklodextrin-gyártáshoz szükséges enzim előállítása az akkor már 100 tonnás nagyságrendű ciklodextrin-gyártással együtt. A Chinoin felszámolta a ciklodextrin-kutatással foglalkozó leányvállalatát is, amelynek munkatársai egységesen úgy döntöttek, hogy együtt maradnak és addigi kutatómunkájukat magánvállalat formájában folytatják. Így jött létre 1991-ben a CycloLab Kft.

## A cég tevékenysége 1991-től
A cég vezetője Szejtli József volt, kutatás-fejlesztési igazgatója pedig Szente Lajos.
A kft. fő tevékenységi területe a ciklodextrinek ipari alkalmazási lehetőségeinek a kutatása, új technológiák, termékek, analitikai módszerek kidolgozása, teljes egészében kutatási szerződéses alapon.
Szejtli József 2004-ben elhunyt; utóda Szente Lajos lett. Az ügyvezető igazgatói feladatokat 2019-ben Szejtli Gabriella, majd 2021-2022-ig Sohajda Tamás látta el. 2022-től a vezető tisztségviselői feladatot Kurkayev Abdula vette át.
A CycloLab Kft. elsősorban a ciklodextrinek alkalmazásának kutatásával foglalkozik a legkülönbözőbb iparágak (gyógyszer- és élelmiszeripar, csomagolóanyagok, környezetvédelmi technológiák) valamint az analitika és elválasztástechnika területén, de a megbízásoknak kiemelt hányada gyógyszerformulázásra vonatkozik. A CycloLab Kft. egyik jellemző tevékenysége az engedélyezett gyógyszerhatóanyagok vagy új gyógyszerjelöltek ciklodextrinnel történő formulázása, amelynek célja a hatóanyag(jelölt) kémiai stabilitásának, illetve biológiai hozzáférhetőségének fokozása, valamint hatékony célba juttatása. A forgalomban levő ciklodextrin-tartalmú gyógyszerek közül számos termék kifejlesztéséhez a CycloLab kutatói meghatározó módon járultak hozzá. A laboratóriumi munka lehetővé teszi a vállalat számára évi 3-4 találmány kidolgozását és értékesítését.
A CycloLab Kft. az üzemi területén injektálható minőségű szulfobutiléter béta-ciklodextrint gyárt, amelyet elsősorban intravénás alkalmazásra szánt lipofil gyógyszerhatóanyagok bevitelére alkalmaznak.
Az üzemi gyártás mellett a vállalat főleg kutatás-fejlesztéssel foglalkozik. Célja, hogy a ciklodextrinekkel kapcsolatos technológiai kutatásokat az ipari megvalósítás szintjéig juttassa.
Szente Lajosnak és a CycloLab munkatársainak a Niemann Pick-C betegség kezelésére alkalmas ciklodextrin-származék előállításában és gyógyszerré fejlesztésében volt szerepük. Az amerikai Élelmiszer- és Gyógyszerengedélyeztetési Hivatal (FDA) 2010 szeptemberében engedélyezte e hatóanyagot tartalmazó Trappsol Cyclo nevű készítmény forgalomba hozatalát. Ez a készítmény e ritka (500 fő világszerte), de igen súlyos betegség kezelésének első hatékony szere.
Ugyancsak jelentős üzletág a vállalatnál a ciklodextrin-származékok finomvegyszerként történő értékesítése. E termékek túlnyomó többségét házon belüli fejlesztésű szintetikus eljárással, helyben állítják elő.
A ciklodextrinek környezetvédelmi eljárásokban (szennyvíztisztítás, talajremediáció stb.) történő alkalmazásában is fontos szerepet játszik a vállalat. Hazai mintaprojektként egy Budapest, Népliget területén található transzformátorállomás körüli olajszennyezés felszámolását végezték el.
A ciklodextrinek analitikai felhasználásával kapcsolatban, elsősorban a királis elválasztások terén értek el nemzetközi érdeklődésre számot tartó eredményeket.
A Cyclodextrin News blog szerkesztése a vállalat munkatársainak nevéhez fűződik. A blog célja, hogy a ciklodextrinekkel kapcsolatos új ismereteket közérthető formában ismertesse. A vállalat honlapján, elsősorban a vegyész- és vegyészmérnök hallgatók számára írt, de bárki számára hozzáférhető angol és magyar nyelvű oktatási anyagokat kínál.
A Szejtli József-díjat a Cyclolab Kft. vezetősége adományozza kétévenként azon fiatal kutatóknak, akik a ciklodextrin kémia területén kiemelkedőt alkottak.
2021-ben közös vállalat (Targetrin Therapeutics Kft.) alakult az Epi-Pharma Gyógyszerkutató Kft.-vel. A Targetrin Therapeutics Kft. célja új központi idegrendszert károsító és pulmonológiai betegségek kezelésére alkalmas ciklodextrin-peptid konjugátumok fejlesztése és értékesítése.

## Díjak, elismerések
- Szellemi Tulajdon Nemzeti Hivatala, Millenniumi Díj, 2007 [16]
- XVII. Magyar Innovációs Nagydíj Pályázat - kiemelt elismerésben részesített innovációs teljesítmények, 2008 [17]
- Pegazus Díj, 2016 [18]
- 2021. évi Innovációs Nagydíj[19]